# کانتون پورتوویهو
کانتون پورتوویهو (به اسپانیایی: Cantón Portoviejo) یک منطقهٔ مسکونی در اکوادور است که در Manabí Province واقع شده‌است.